# André Saint-Clivier
André Saint-Clivier est un mandoliniste français né à Paris le 8 mai 1913 et mort à La Couture-Boussey le 5 mars 2013. 

## Biographie
Instrumentiste au sein d’orchestres, notamment de la SNCF et soliste à la fois en musique classique, en musique contemporaine et en musique de variétés, André Saint-Olivier a aussi travaillé sous la direction de Pierre Boulez et participé à des recherches au sein de l’Ircam,,.
Il a également fondé des classes de mandoline où il a enseigné au Conservatoire de Longjumeau en 1967 et à la Schola Cantorum de Paris en 1983.

## Discographie
Sa discographie comprend notamment les enregistrements suivants :

### Variétés
- 1957 : Quintette du Médiator (45 t. Decca)
- 1960 : A. Saint-Clivier (45 t. Astroson)
- 1962 : A. Saint-Clivier (45 t. Tivoli)
- 1970 : Jo Privat (accordéon) et A. Saint-Clivier
- 1973 : La mandoline pittoresque (33 t. Discara 20793)
- 1976 : Palette et couleurs de la mandoline (Discara 129)

### Musique classique
- 1966 : Concerto pour deux mandolines de François de Boisvallée, par A. Saint-Clivier et S. Dagosto (Philips CLP 701)
- 1968 : Concerto pour deux mandolines de Vivaldi, par A. Saint-Clivier et C. Schneider avec l’orchestre de Toulouse (Emi 1210)
- 1970 : Lieder de Mozart, par A. Saint-Clivier et la cantatrice Maria Mianda (Arion)
- 1972 : Concerto pour mandoline et orchestre de Hummel, par A. Saint-Clivier et l’orchestre J.F. Paillard (Erato Stu 74025)
- 1976 : Concerto pour deux mandolines de Vivaldi, par A. Saint-Clivier et C. Schneider avec l’orchestre de J.C. Malgloire (Ades 14024)
- 1978 : Concerto pour luth et ensemble de Vivaldi, par A. Saint-Clivier et C. Schneider sous la direction de Michel Amoric (Ades 14024)

### Musique contemporaine
- 1976 : Sonata Pian’Forte de G. Amy,  sous la direction de l’auteur
- 1979 : Sérénade opus 24 de Schönberg, sous la direction de P.Boulez (CBS 74025)
- 1981 : Éclat/Multiples de P. Boulez, sous la direction de l’auteur (CBS 74109)
- 1981 : Le Temps Musical « Éclat » de P. Boulez, présenté et dirigé par l’auteur.

### Musique de film
- L'Enfant sauvage de Truffaut, musique de Vivaldi[4].
- Don Giovanni de Mozart, la sérénade, film de Joseph Losey[4].